# Principes comptables généralement reconnus canadiens
Les Principes comptables généralement reconnus canadiens (ou PCGR canadiens) fournissent le cadre des grandes orientations, conventions, règles et procédures comptables pour les entreprises à capital fermé au Canada.

## Historique
Au Canada, le développement de la profession est comparable à celui des États-Unis. En 1936, le Comité de terminologie de l'Institut canadien des comptables Agréés (ICCA) a été formé et chargé de prendre des mesures pour encourager une plus grande uniformité dans l'utilisation des termes comptables par ses membres. En 1939, l'établissement d'un programme de recherche conjoint avec l'Université Queen's a culminé avec la création, en 1946, du Accounting and Auditing Research Committee. L'objectif du comité était d'améliorer la qualité du jugement exercé tant en comptabilité qu'en audit et de fournir des lignes directrices pour la communication de l'information financière et des faits économiques ainsi que pour les procédures et techniques d'audit.
En 1973, le Comité de la recherche en comptabilité et en vérification a cédé la place à deux nouveaux comités - le Comité de la recherche en comptabilité et le Comité des normes de vérification. D'autres organisations ont été invitées à participer aux travaux de l'ARC. Jusqu'à six de ses membres furent proposés à la nomination, ce qui constitue une dérogation à la politique antérieure. L'objectif principal de la structure élargie est de poursuivre la recherche de moyens d'accroître l'orientation et la portée de la recherche en matière de comptabilité et d'audit. En 1982, le nom a été changé pour celui de Comité des normes comptables (CNC) et, en 1991, il est devenu le Conseil des normes comptables.
Pendant un certain nombre d'années jusqu'en 1968, le Comité de recherche a publié des bulletins sur l'information financière, les principes comptables, la terminologie, les rapports et les procédures de vérification. En 1968, ces bulletins ont été regroupés pour former une partie importante du Manuel de l'ICCA. Depuis 1968, le Manuel a été constamment mis à jour par l'inclusion d'exposés-sondages approuvés sur divers sujets d'actualité.
Le manuel est actuellement mis à jour par un certain nombre de groupes, dont le CNC pour les organismes à but lucratif et sans but lucratif, le Conseil des normes comptables du secteur public pour le secteur public et le Conseil des normes de vérification pour les sections de vérification.
Au début de l'année 2006, le CNC a décidé de faire converger complètement les PCGR du Canada vers les PCGR internationaux, c'est-à-dire les Normes internationales d'information financière (IFRS), telles qu'établies par l'International Accounting Standards Board (IASB), pour la plupart des entités qui doivent respecter les normes du CNC. Pour les entreprises ayant une obligation publique de rendre des comptes, les IFRS sont devenues obligatoires au Canada pour les exercices ouverts après le 1er janvier 2011. Les entreprises à responsabilité limitée auront le choix d'adopter les IFRS ou un nouvel ensemble de normes appelé Normes comptables pour les entreprises à capital fermé (NCECF).

## Influences
Un groupe d'organisations influence l'évolution de la comptabilité financière au Canada, : L'Institut Canadien des Comptables Agréés (ICCA), les CGA, la Société des comptables en management accrédités du Canada (CMA) et l'Association universitaire canadienne de comptabilité (ACAC).
Les activités de ces groupes ont façonné la réflexion en matière de comptabilité financière. Ils ont des programmes d'éducation, ils travaillent à la publication de revues et au parrainage et à la publication d'études spéciales et de monographies de recherche. La Fondation de recherche des comptables généraux accrédités du Canada, constituée en société en 1979 pour favoriser et promouvoir l'avancement de l'éducation et de la recherche en comptabilité, est particulièrement active dans la publication de monographies. L'association publie également le Guide des PCGR, qui résume et compare les normes comptables canadiennes, américaines et internationales.